# Gentiana alba
Espèce
Gentiana alba est une espèce de plantes de la famille des Gentianaceae.

## Description
Gentiana alba est une espèce de gentianes à fleurs, pérennes, herbacées qui produit des fleurs de couleur blanc jaunâtre à partir d’épaisses racines pivotantes blanches.  
Cette gentiane atteint généralement une soixantaine de centimètres de haut sur des tiges non ramifiées recouvertes de feuilles ovales-lancéolées, vert jaunâtre clair. Les fleurs présentent cinq pétales, en forme de tube, orientées vers le haut. Elles fleurissent en grappes de deux à sept à l’extrémité de la tige et à l’aisselle des feuilles supérieures d’août au début d’octobre. La couleur des fleurs varie du blanc au blanc verdâtre en passant par le blanc jaunâtre, comme en témoignent les nombreux noms communs de cette plante, notamment la gentiane blanche, la gentiane crème, la gentiane pâle et la gentiane jaune. Les fleurs manquent de parfum.

## Répartition
Gentiana alba est originaire d’Amérique du Nord, du Manitoba à l’Ontario dans le nord, jusqu’à l’Oklahoma, l’Arkansas et la Caroline du nord au sud. On le trouve dans des endroits dispersés dans une grande partie de l’État, principalement sur les prairies rocheuses, les pentes boisées, les corniches et les escarpements escarpés, les clairières calcaires rocheuses et les zones boisées ouvertes (Steyermark).
Gentiana alba est classée comme rare, en voie de disparition, menacée ou disparue du pays dans certaines parties de son aire de répartition.
Cette espèce ressemble à Gentiana andrewsii, qui a des fleurs bleues et un port moins érigé, et partage une grande partie de la même aire de répartition. Gentiana alba commence à fleurir quelques semaines plus tôt que Gentiana andrewsii' et les fleurs sont plus ouvertes au sommet. Gentiana alba peut également s’hybrider avec Gentiana andrewsii, produisant des plantes à croissance verticale avec des fleurs blanches avec des bords bleus.

## Systématique
Le nom correct complet (avec auteur) de ce taxon est Gentiana alba Muhl. ex J.McNab (d).
Cette espèce porte les noms vernaculaires anglais de Plain gentian, Pale gentian, White gentian, Cream gentian ou encore Yellow gentian.
Gentiana alba a pour synonymes :
- Dasystephana flavida (A.Gray) Britton
- Gentiana alba f. andrewsii Farw.
- Gentiana flavida A.Gray
- Gentiana ochroleuca Sims
- Pneumonanthe flavida (A.Gray) Greene